# Alpen-Goldregen
Der Alpen-Goldregen (Laburnum alpinum), auch der Alpenbohnenbaum, ist eine stark giftige Pflanzenart aus der Gattung Goldregen  (Laburnum) in der Familie der Hülsenfrüchtler (Fabaceae).

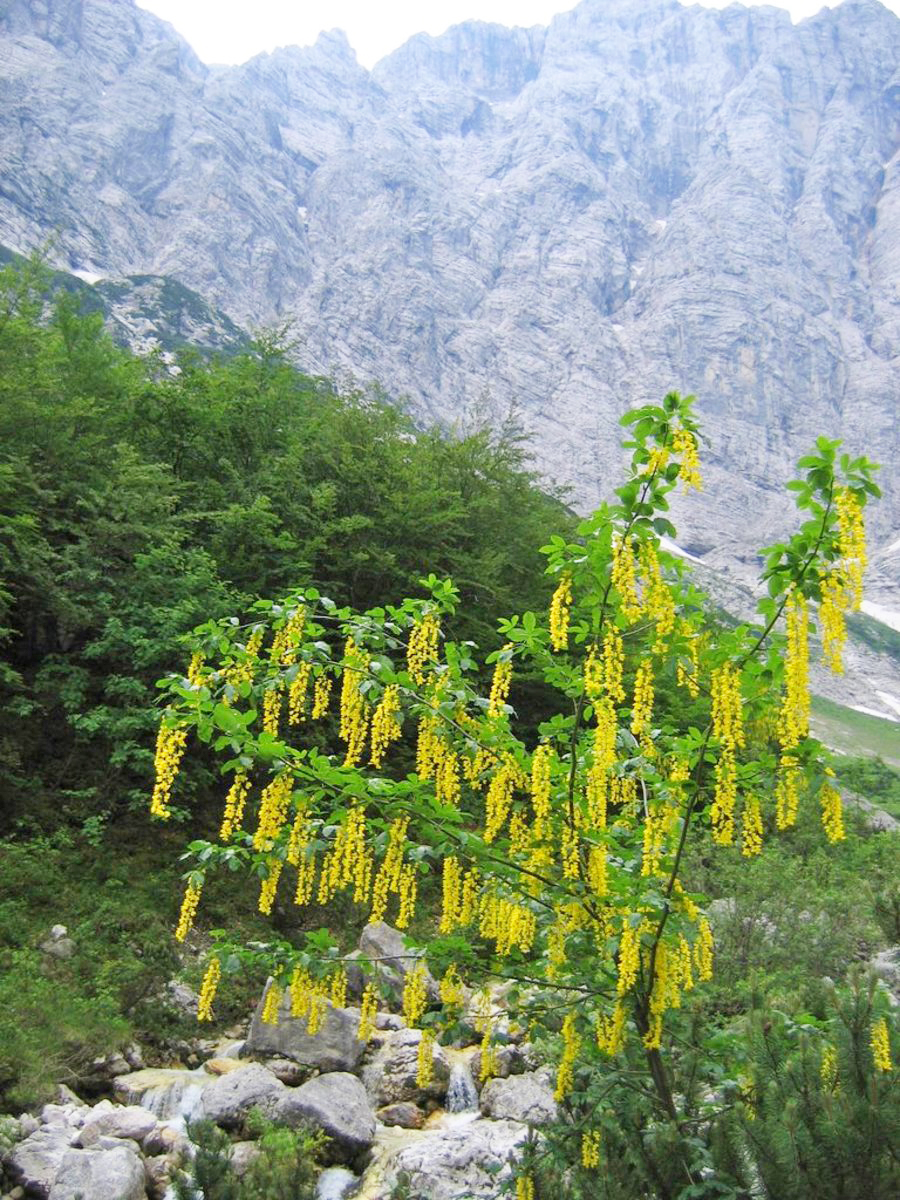
Habitus

## Beschreibung
Der Alpen-Goldregen ist ein laubabwerfender Strauch oder kleiner Baum der bis über 8 Meter hoch wird und einen Stammdurchmesser bis über 70 Zentimeter erreichen kann. Die Zweige sind kahl.
Die wechselständigen, lang gestielten und dreizähligen Laubblätter sind nur in der Jugend lang abstehend behaart. Sie sind im Alter entweder ganz kahl oder nur unterseits auf den Adern abstehend behaart. Die unterseits helleren, kurz gestielten, spitzen bis rundspitzigen, teils feinstachelspitzigen Teilblättchen sind ganzrandig und elliptisch bis eiförmig, seltener verkehrt-eiförmig, aber schmäler, länger und spitzer als die des Gemeinen Goldregens (Laburum anagyroides).
Die Blütezeit ist Mai bis Juni. Die duftenden, zwittrigen Blüten sind zu 20 bis 40 in endständigen, schmalen, hängenden, lockeren, leicht behaarten bis kahlen Trauben angeordnet. Diese Trauben sind schlank aber werden bis zu 30 Zentimeter lang. Die gestielte, gelbe Schmetterlingsblüte mit rötlichen Flecken im Zentrum ist 14 bis 18 Millimeter lang.
Die flachen, leicht gebogenen bis geraden Hülsen sind völlig kahl und haben am oberen Rand einen bis zu 2 Millimeter breiten Flügel. Sie sind 2 bis 6 Zentimeter lang. Die bis zu 6 abgeflachten, schwärzlichen, etwas glänzenden und kahlen Samen sind leicht nierenförmig.
Die Chromosomenzahl beträgt 2n = 48 + 2B.

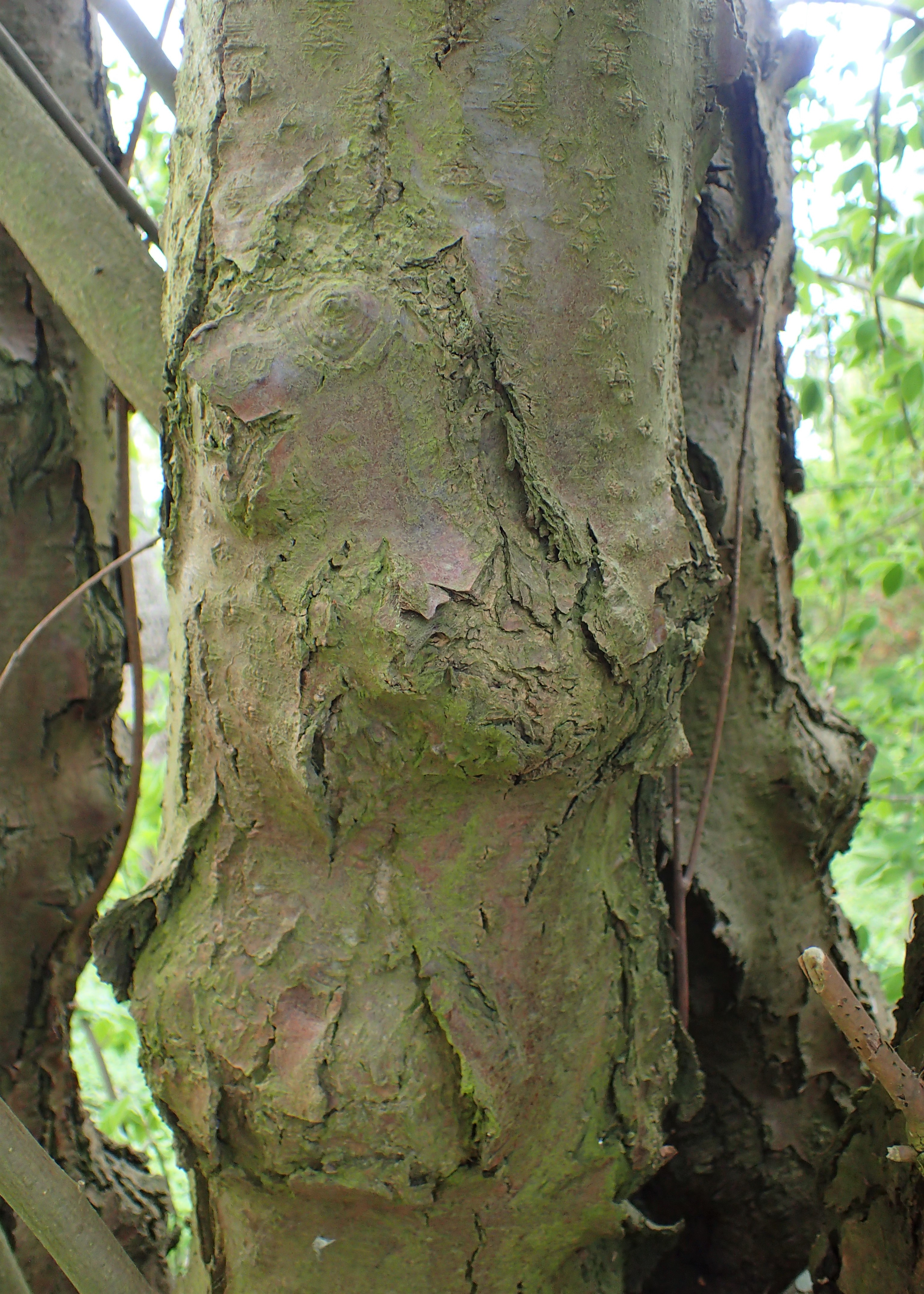
Rinde
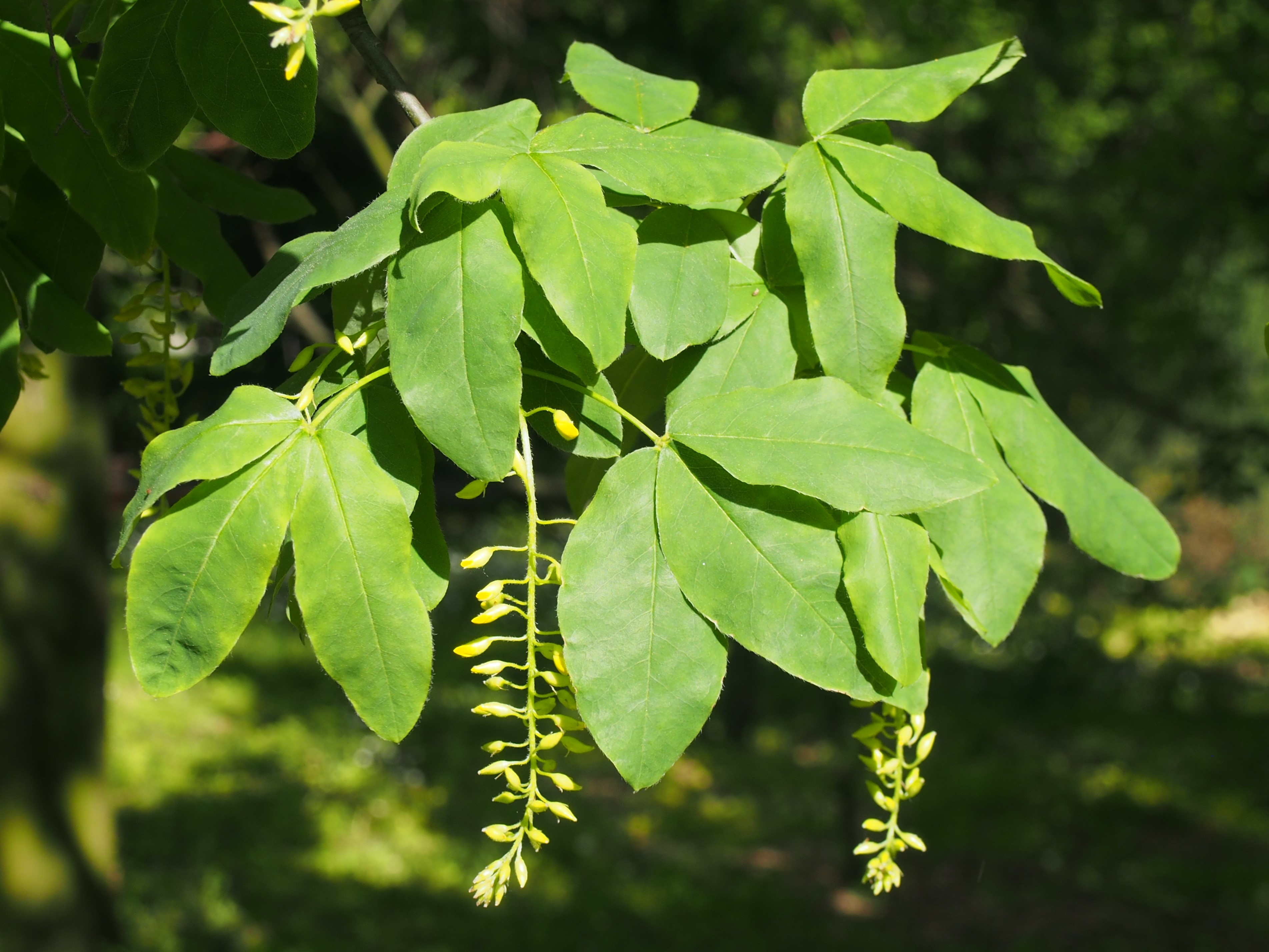
Blätter
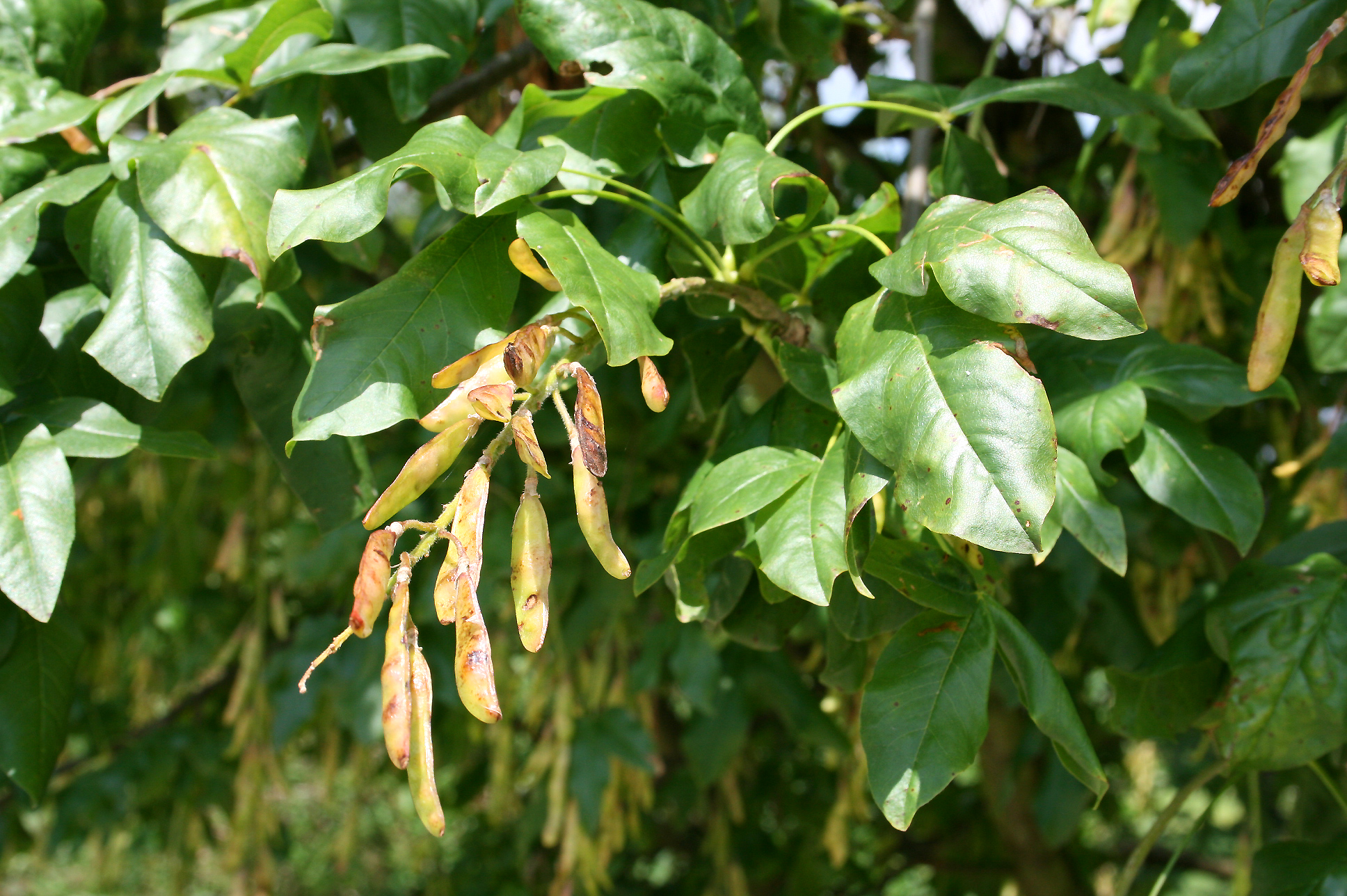
Blätter und Früchte

## Vorkommen
Der Alpen-Goldregen kommt vor in Frankreich, Italien, auf den Balearen, in der Schweiz, in Österreich, in der früheren Tschechoslowakei, im früheren Jugoslawien, in Albanien und Griechenland. Er gedeiht an felsigen Hängen und in Buchen- und sogar Fichten-Tannenwäldern. Er steigt in Italien am Comer See an der Grigna bis 1650 Meter, am Monte Baldo bis 1600 Meter und im Wallis bis 1900 Meter Meereshöhe auf.
Die ökologischen Zeigerwerte nach Landolt et al. 2010 sind in der Schweiz: Feuchtezahl F = 3 (mäßig feucht), Lichtzahl L = 3 (halbschattig), Reaktionszahl R = 3 (schwach sauer bis neutral), Temperaturzahl T = 4 (kollin), Nährstoffzahl N = 3 (mäßig nährstoffarm bis mäßig nährstoffreich), Kontinentalitätszahl K = 3 (subozeanisch bis subkontinental).

## Taxonomie
Der Alpen-Goldregen wurde 1768 von Philip Miller in The gardeners dictionary, ed. 8: Cytisus no. 2. als Cytisus alpinus erstbeschrieben. Die Art wurde von Friedrich von Berchtold und Jan Svatopluk Presl 1830 in O Prirozenosti Rostlin aneb rostlinar, obsahugjcj popsanj a wyobrazenj ..., Band 3, S. 99 als Laburnum alpinum (Mill.) Bercht. & Presl in die Gattung Laburnum gestellt.

## Geschichte und Nutzung
Schon Konrad Gesner 1561 und Pietro Andrea Mattioli 1575 unterschieden den Alpen-Goldregen vom Gemeinen Goldregen. Als Zierbaum wurde der Alpen-Goldregen erst seit 1596 genutzt.
Das seltene Holz ist schwer, hart und beständig, es ist nur in geringer Menge verfügbar.

## Inhaltsstoffe
Der Alpen-Goldregen wie der Gemeine Goldregen enthalten das sehr giftige Alkaloid Cytisin.